# Vilusi, Nikšić
Vilusi este un sat din comuna Nikšić, Muntenegru. Conform datelor de la recensământul din 2003, localitatea are 210 locuitori (la recensământul din 1991 erau 216 locuitori).

## Demografie
În satul Vilusi locuiesc 174 de persoane adulte, iar vârsta medie a populației este de 43,0 de ani (42,0 la bărbați și 44,0 la femei). În localitate sunt 71 de gospodării, iar numărul mediu de membri în gospodărie este de 2,96.
Populația localității este foarte eterogenă.
|  |

| Demografie | Demografie | Demografie |
| An         | Locuitori  | Locuitori  |
| ---------- | ---------- | ---------- |
|            |            |            |
|            |            |            |
|            |            |            |
|            |            |            |
| 1948       | 318        |            |
| 1953       | 477        |            |
| 1961       | 396        |            |
| 1971       | 283        |            |
| 1981       | 231        |            |
| 1991       | 216        | 216        |
| 2003       | 213        | 210        |

| \| Componența etnică conform recensământului din 2003[2] \| Componența etnică conform recensământului din 2003[2] \| Componența etnică conform recensământului din 2003[2] \| Componența etnică conform recensământului din 2003[2] \| Componența etnică conform recensământului din 2003[2] \| \| ----------------------------------------------------- \| ----------------------------------------------------- \| ----------------------------------------------------- \| ----------------------------------------------------- \| ----------------------------------------------------- \| \| \| \| \| \| \| \| Sârbi \| Sârbi \| \| 113 \| 53,8% \| \| Muntenegreni \| Muntenegreni \| \| 91 \| 43,33% \| \| necunoscută \| necunoscută \| \| 0 \| 0% \| |              |  |     |        |
| Componența etnică conform recensământului din 2003 |              |  |     |        |
| |              |  |     |        |
| Sârbi | Sârbi        |  | 113 | 53,8%  |
| Muntenegreni | Muntenegreni |  | 91  | 43,33% |
| necunoscută | necunoscută  |  | 0   | 0%     |